# Sleeping in My Car
Sleeping in My Car (englisch für: „Schlafen in meinem Auto“) ist ein Lied des schwedischen Pop-Duos Roxette. Es erschien im März 1994 als Single und avancierte zum Nummer-eins-Hit.

## Entstehung und Veröffentlichung
Getextet und komponiert wurde das Lied alleine von Roxette-Mitglied Per Gessle. Für die Produktion zeichnete Clarence Öfwerman verantwortlich. Die Aufnahme des Liedes entstand in den Abbey Road Studios.
Die Erstveröffentlichung von Sleeping in My Car erfolgte als Single am 7. März 1994 bei EMI Music. Diese erschien als CD-Maxi-Single mit einer Akustikversion zu The Look und Demoaufnahme zu Sleeping in My Car als B-Seite (Katalognummer: 8650712). Die Aufnahme zu The Look entstand bei einem MTV Unplugged im Cirkus Stockholm vom 9. Januar 1993. Am 8. April 1994 erschien das Lied als Teil von Roxettes fünften Studioalbum Crash! Boom! Bang! (Katalognummer: 7243 8 28727 2 6), dessen erste Singleauskopplung es ist.

## Inhalt
Sleeping in My Car thematisiert die Liebesbeziehung eines Paares, das im Auto den Koitus vollzieht. So kündigt die Sängerin an, dass sie zusammen im Auto schlafen werden und sie den Mann ausziehen und streicheln werde. Sie blieben auf dem Rücksitz des Autos und würden rummachen. („Sleeping in my car, I will undress you. Sleeping in my car, I will caress you. Staying in the backseat of my car, making out.“).

## Musikvideo
Das Musikvideo zur Single wurde unter der Regie von Michael Geoghegan gedreht.

## Kommerzieller Erfolg

### Chartplatzierungen
Sleeping in My Car avancierte in Roxettes Heimatland Schweden zum Nummer-eins-Erfolg, dem zweiten des Duos nach Joyride.
| ChartsChartplatzierungen       | Höchstplatzierung | Wochen |
| ------------------------------ | ----------------- | ------ |
| Deutschland (GfK)              | 11 (16 Wo.)       | 16     |
| Österreich (Ö3)                | 6 (12 Wo.)        | 12     |
| Schweden (GLF)                 | 1 (12 Wo.)        | 12     |
| Schweiz (IFPI)                 | 7 (17 Wo.)        | 17     |
| Vereinigte Staaten (Billboard) | 50 (8 Wo.)        | 8      |
| Vereinigtes Königreich (OCC)   | 14 (6 Wo.)        | 6      |

| ChartsJahrescharts (1994) | Platzierung |
| ------------------------- | ----------- |
| Deutschland (GfK)         | 75          |
| Schweden (GLF)            | 15          |

### Auszeichnungen für Musikverkäufe
| Land/Region     | Auszeichnungen für Musikverkäufe (Land/Region, Auszeichnung, Verkäufe) | Verkäufe |
| --------------- | ---------------------------------------------------------------------- | -------- |
| Schweden (IFPI) | Gold                                                                   | 25.000   |
| Insgesamt       | 1× Gold ·                                                              | 25.000   |

Hauptartikel: Roxette/Auszeichnungen für Musikverkäufe